# Exposed (Héroes)
Exposed es el décimo octavo episodio de la serie de televisión estadounidense, Héroes.

## Trama
Matt y Peter se encuentran en el ático de Isaac Méndez cuando reciben un mensaje de Rebelde, quien les asegura que en el edificio 26 es en donde está Daphne y también les advertirles de la necesidad que tienen de huir porque los agentes están en camino. Ambos obedecen y se marchan a Washington. Una vez en la ciudad Peter copia la habilidad de Matt y ambos usan la telepatía para infiltrarse en el edificio 26, sin embargo Danko, al igual que Noah, se enteran de que están en el edificio. Danko ve esto como una oportunidad perfecta para vengarse de Peter que no puede dejar pasar, pero Matt frustra sus planes acorralando a Danko cuando ejerce control sobre unos guardias. Noah vuelve a inclinar la balanza encendiendo una alarma lo que hace perder a Matt el control sobre los guardias. Peter descubre archivos de vídeo que muestran como los humanos evolucionados son llevados al avión y con eso Peter decide que sirve para exponerlos.
Claire y Alex Woolsley son descubiertos por Sandra, la que en un principio no se muestra muy contenta porque su hija le haya mentido y pusiera a su familia en una peligrosa situación. Para la sorpresa de los adolescentes Sandra decide ayudarles,  le confisca la licencia de conducir a Lyle y la usa para hacer una identificación falsa. Calire aprovecha esa oportunidad para disculparse por haberle causado tantos problemas con Noah a lo que esta le responde que no es su culpa y tal vez haya un divorcio. Momentos después Sandra le advierte a Alex y a Claire de que unos agentes vienen a revisar la casa, Alex se esconde gracias a Claire y los agentes al ver que Alex no parece estar en la residencia Bennet se marchan. Esa misma noche los agentes siguen a Sandra en el auto llevándose la sorpresa de que ni Claire ni Alex están en el auto y que eso fue una distracción. Mientras tanto Alex y Claire huyen de los agentes, lo que esta vez ya los han localizado, buscando refugio en una piscina. Claire , a punto de ahogarse, intenta salir pero Alex la detiene y la ayuda sobrevivir con su habilidad de respirar bajo el agua. 
Sylar y Luke siguen en su viaje para encontrar a Samson Gray. Cuando se detienen en un restaurante abandonado, Sylar, encuentra un carrito de juguete con el que empieza a recuperar algunos recuerdos. En el retroceso Sylar ve cómo su padre lo vende a dos personas y se marcha sin voltear atrás solo para más tarde asesinar a la madre de Sylar cruelmente. Sylar, en un arranque de ira, pone a Luke contra la pared e intenta asesinarlo pero le perdona la vida y Luke asegura que desea volver con su madre. 
Noah, Danko y Nathan están a punto de llegar al cuarto donde están Matt y Peter pero Rebelde deshabilita el sistema de seguridad y Peter logra escapar. Matt, dispuesto hacer que Peter gane más tiempo, se queda y es atrapado cuando la energía vuelve. Horas más tarde Nathan acusa a su madre de ser rebelde pero ella le dice que ni siquiera sabe cómo mandar un mensaje de texto. Peter contacta a Nathan queriendo hacer un intercambio de los archivos por Matt y Daphne o de lo contrario los dará a la prensa. Nathan acepta pero Danko, no muy convencido, cita a Peter en una azotea, donde Noah, mentalmente, le advierte a Peter que es una trampa. Danko le dispara a Peter y cae por el borde pero Nathan lo salva y habla con él sobre los archivos a lo que Peter le asegura que ya es tarde porque que ya los entregó.
Las noticias publican en esa noche los archivos en donde tachan al gobierno de los Estados Unidos como una cruel tiranía en contra de los derechos humanos de ciertos civiles. Danko, enojado por eso, viste a Matt de bombas y lo pone en el centro de Washington D. C.. Claire recibe la inesperada visita de Eric Doyle con un mensaje de Rebelde quien le aseguró que Claire lo ayudará.